# Буцні (Хмельницький район)
Буцні́ — село в Україні, у Летичівській селищній громаді Хмельницького району Хмельницької області. Населення становить 133 осіб.

## Географія
Селом тече річка Безіменна.

## Історія села
У грамоті від 2 квітня 1450 року, яку подільський староста Федір Бучацький видав Симі та Берлу Буцням, було підтверджено, що серед сіл на які вони вони право, є і село Бучновці. Згодом у 1523 році цю місцевість король Сигізмунд І подарував якомусь Мартиничу і вона отримала назву «Урочище Мартинівці». Згодом називається Буцневцями і ввійшло до складу королівських маєтків. 
У 1763 році за короля Августа ІІІ містечко Буцнівці згадується як Подоліє (так до 1788 року). Тоді ж містечку, що було на той час власністю брацлавського городничого Емерика-Станіслава Островського (герба «Леліва відмінна»), надано магдебурзьке право, а самому власникові - титул «старости буцнівського» . Надалі згадується в документах під назвами Буцнівці та Буцні.
У ХІХ ст. Буцні (Буцнівці, Поділля) мали статус позаштатного містечка Летичівського повіту Подільської губернії.
7 (20) листопада 1917 року, відповідно до Третього Універсалу Української Центральної Ради, увійшло до складу Української Народної Республіки.
12 червня 2020 року, відповідно до розпорядження Кабінету Міністрів України № 727-р «Про визначення адміністративних центрів та затвердження територій територіальних громад Хмельницької області», увійшло до складу Летичівської селищної територіальної громади.
19 липня 2020 року, в результаті адміністративно-територіальної реформи та ліквідації Летичівського району, село увійшло до складу новоутвореного Хмельницького району.

## Відомі особи
В сільській школі вчився Реверчук Сергій Корнійович, доктор економічних наук, професор Львівського національного університету імені Івана Франка.